# Wilhelm Bruhn (Pädagoge)
Wilhelm Bruhn (* 12. Dezember 1876 in Itzehoe; † 25. Januar 1969 in Oberalting-Seefeld) war ein deutscher evangelischer Theologe, Pädagoge und Hochschullehrer.

## Leben
Der Lehrerssohn Wilhelm besuchte das Gymnasium in Itzehoe und Glückstadt und studierte evangelische Theologie und Philosophie in Kiel. 1903 wurde Bruhn Pastor in Sankt Annen (Dithmarschen) und erwarb 1907 das Lizentiat in Theologie. Anschließend legte er 1909 das Staatsexamen für das Lehramt ab. Bruhn absolvierte das Seminarjahr an der Hamburger Gelehrtenschule des Johanneums und unterrichtete von 1909 bis 1911 in Züllichau, darauf als Studienrat in Berlin und Kiel. Im Ersten Weltkrieg diente er als Feldgeistlicher. 1919 habilitierte sich Bruhn in Systematischer Religionswissenschaft in Kiel, 1922–1925 lehrte er als Privatdozent für Religionswissenschaft, Religionsphilosophie an der Philipps-Universität Marburg, 1925–1926 als ao. Professor für Religionswissenschaft, Religionsphilosophie an der Christian-Albrechts-Universität zu Kiel.
Am 1. April 1926 wurde Bruhn als Professor für Religionswissenschaft und Religionsphilosophie an die Pädagogische Akademie Kiel, 1929 als Rektor und Professor für Pädagogik und Philosophie der neu eröffneten Pädagogischen Akademie Erfurt berufen. An der Akademie lehrten insgesamt 12 hauptamtliche und vier nebenamtliche Lehrkräfte. Untergebracht wurde die Akademie zunächst im alten Lehrerseminar in der Regierungsstraße, der späteren Orthopädischen Klinik. Ein großzügiger Neubau für ca. 300 Studenten am Beethovenplatz befand sich in Planung. Doch wurde die Akademie aus Finanznot bereits zum 1. April 1932 wieder geschlossen. Von 1929 bis 1941 war er Honorarprofessor in Kiel. Bruhn wurde Mitglied im NS-Lehrerbund. Seit 1929 war er Mitglied der Erfurter Akademie gemeinnütziger Wissenschaften zu Erfurt. Er lebte bis zum Tod in Buch am Ammersee.

## Schriften
- Theosophie und Theologie, 1907 [=Dissertation in Kiel]
- Der Vernunftcharakter der Religion, 1921
- Vom Gott im Menschen: ein Weg in metaphysisches Neuland, 1926

## Einzelbelege
1. ↑  Päd. Akademie Erfurt

| Personendaten    | Personendaten                                                  |
| ---------------- | -------------------------------------------------------------- |
| NAME             | Bruhn, Wilhelm                                                 |
| KURZBESCHREIBUNG | deutscher evangelischer Theologe, Pädagoge und Hochschullehrer |
| GEBURTSDATUM     | 12. Dezember 1876                                              |
| GEBURTSORT       | Itzehoe                                                        |
| STERBEDATUM      | 25. Januar 1969                                                |
| STERBEORT        | Oberalting-Seefeld                                             |